# 黑竹沟镇
黑竹沟镇，是中华人民共和国四川省乐山市峨边彝族自治县下辖的一个乡镇级行政单位。2020年5月，撤销哈曲乡，将其所属行政区域划归黑竹沟镇管辖。

## 行政区划
黑竹沟镇下辖以下地区：
黑竹沟社区、底底古村、西河村、依乌村、古井村和马杵千村。